# Volvo V40
El Volvo V40 es un automóvil de turismo del segmento C fabricado y vendido por Volvo desde 2012 hasta mayo de 2019. Fue presentado en el Salón del Automóvil de Ginebra de 2012 y estuvo a la venta en Europa desde mayo de ese año. El V40 fue diseñado por el estadounidense Chris Benjamin y los interiores por Pontus Fontaeus, bajo supervisión del británico Peter Horbury antes del traslado de este a Geely. El coche está construido sobre la plataforma Global C con modificaciones en la dirección asistida eléctrica y retoques en la suspensión y amortiguamiento. En 2013 se lanzó la versión Volvo V40 Cross Country con paneles protectores en la carrocería, ruedas y neumáticos más grandes y mayor altura en el chasis, además de motores más potentes. En 2017 el V40 recibió unos leves retoques estéticos como luces con el diseño de Martillo de Thor, como lo ha bautizado la marca y que ya había aparecido en otros modelos de Volvo, además de más opciones en el tapizado interior.

## Motores
La gama de motores del V40 abarcó en principio cinco opciones gasolina y tres diésel, todos con turbocompresor. Los gasolina eran cuatro cilindros de 1,6 litros en variantes de 150 y 180 CV, cinco cilindros de 2,0 litros en versiones de 180 y 213 CV, y un cinco cilindros en línea de 254 CV. En tanto, los diésel eran cuatro cilindros en línea de 1,6 litros y 115 CV, y un cinco cilindros en línea de 2,0 litros en variantes de 150 y 177 CV.
A partir de 2016 Volvo introdujo una nueva gama de motores más eficientes y potentes. El t5 de 4 cilindros con 245hp y 350Nm acoplado a una caja automática de 8 marchas sobresale en la gama. En 2017 rediseñaron los faros incluyendo LED diurnos que Volvo nombra martillo de Thor.

## Premios
- Mejor compacto ejecutivo, en los premios Coche del Año de Escocia en 2012.
- Premio a la Seguridad Auto Express 2013, celebrado en el Grand Connaught Rooms, Londres 2 de julio de 2013.[12]
- Mejor coche medio familiar y Coche del Año 2013, por el sitio web de motor Carsite 2 de julio de 2013.[13]

## Galería

### V40 original

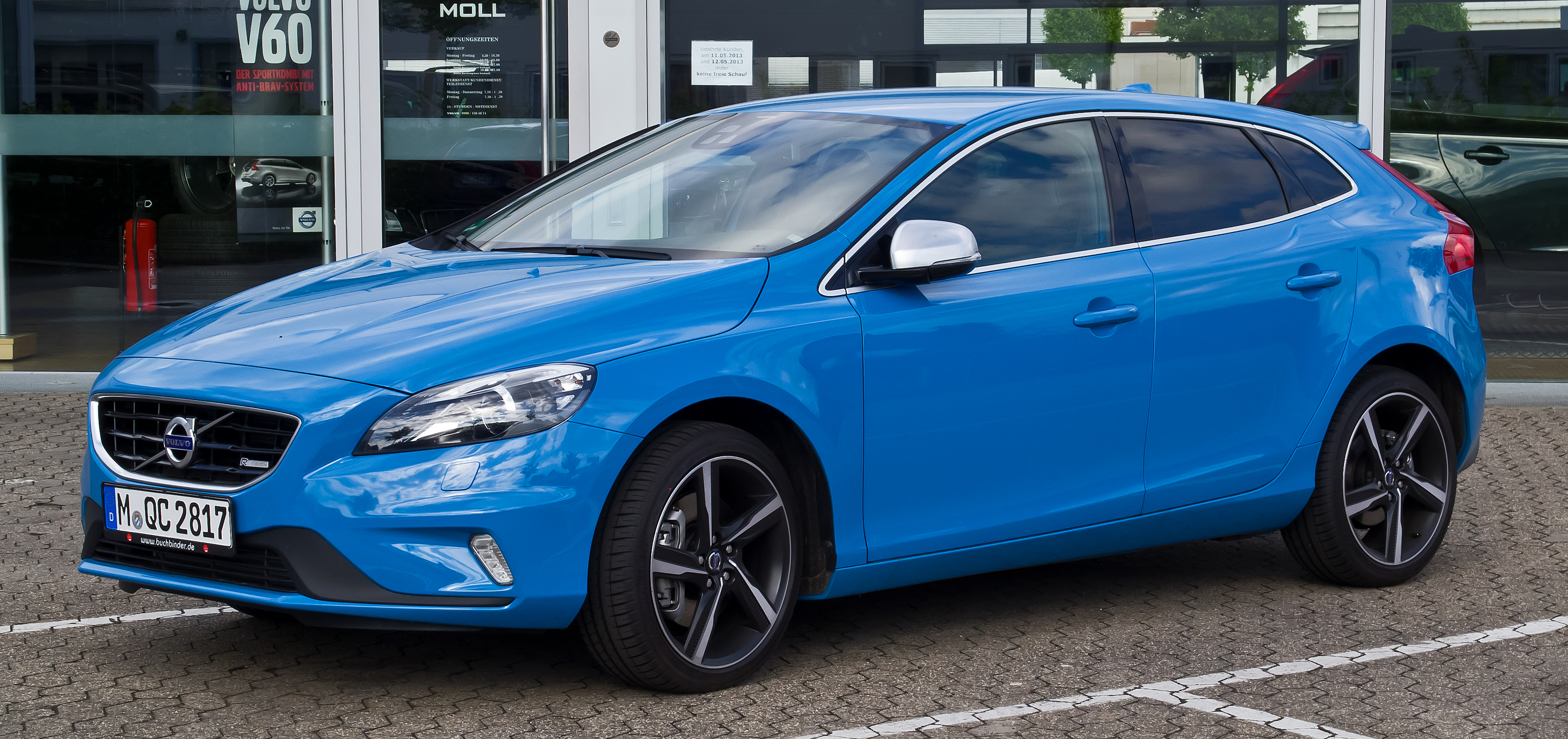
Volvo V40 previo al rediseño.
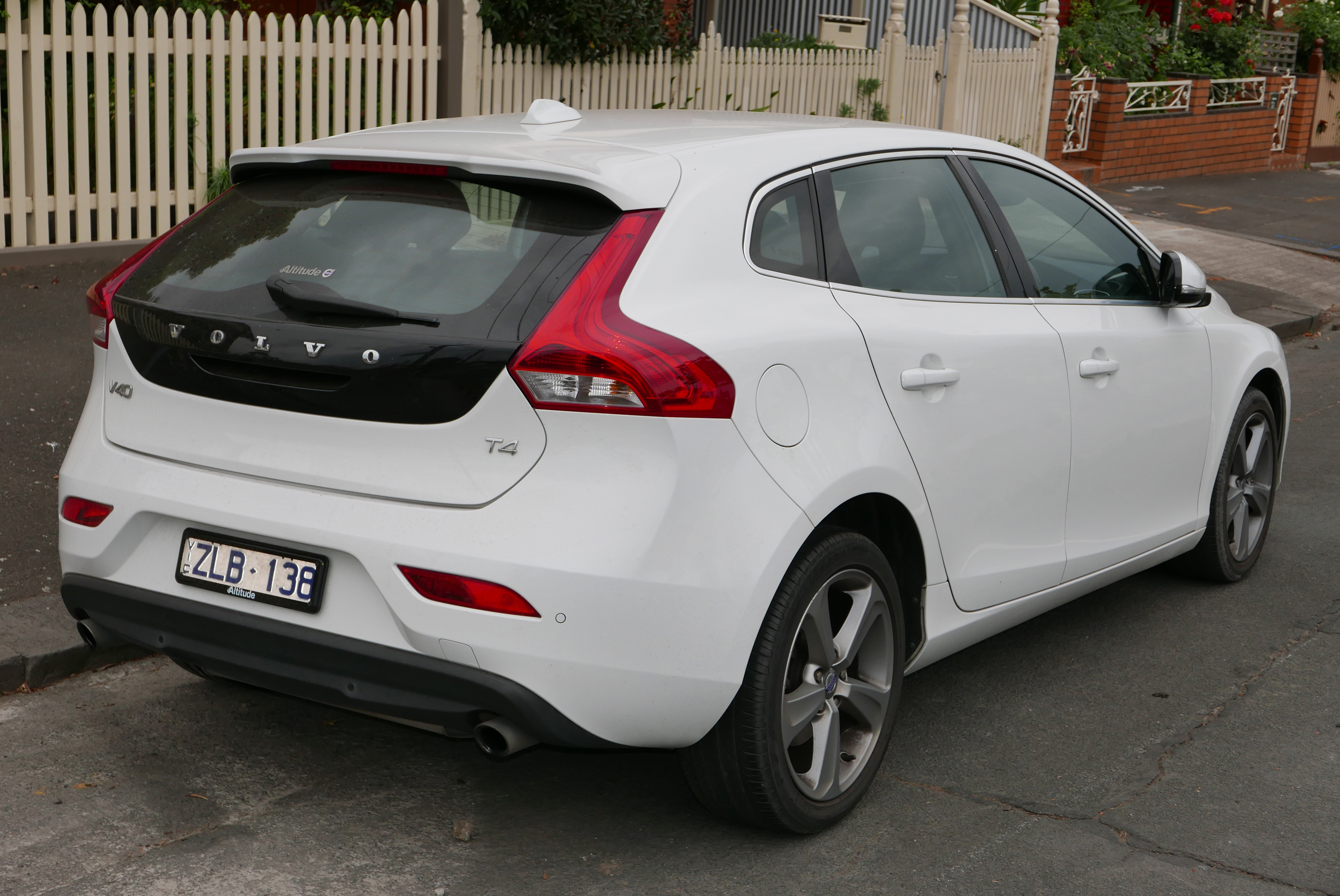
Volvo V40 previo al rediseño.
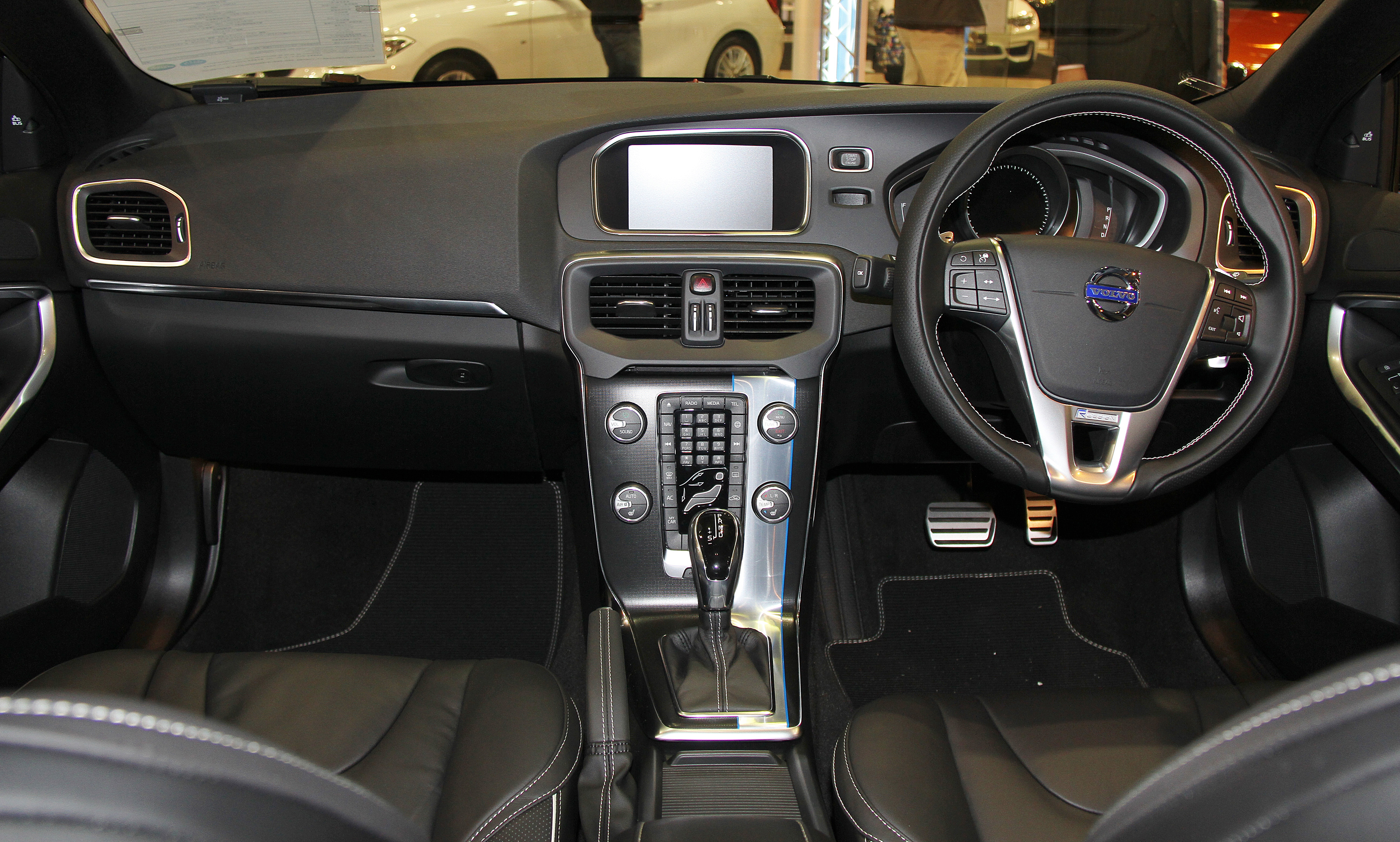
Interior del Volvo V40

### V40 Cross Country

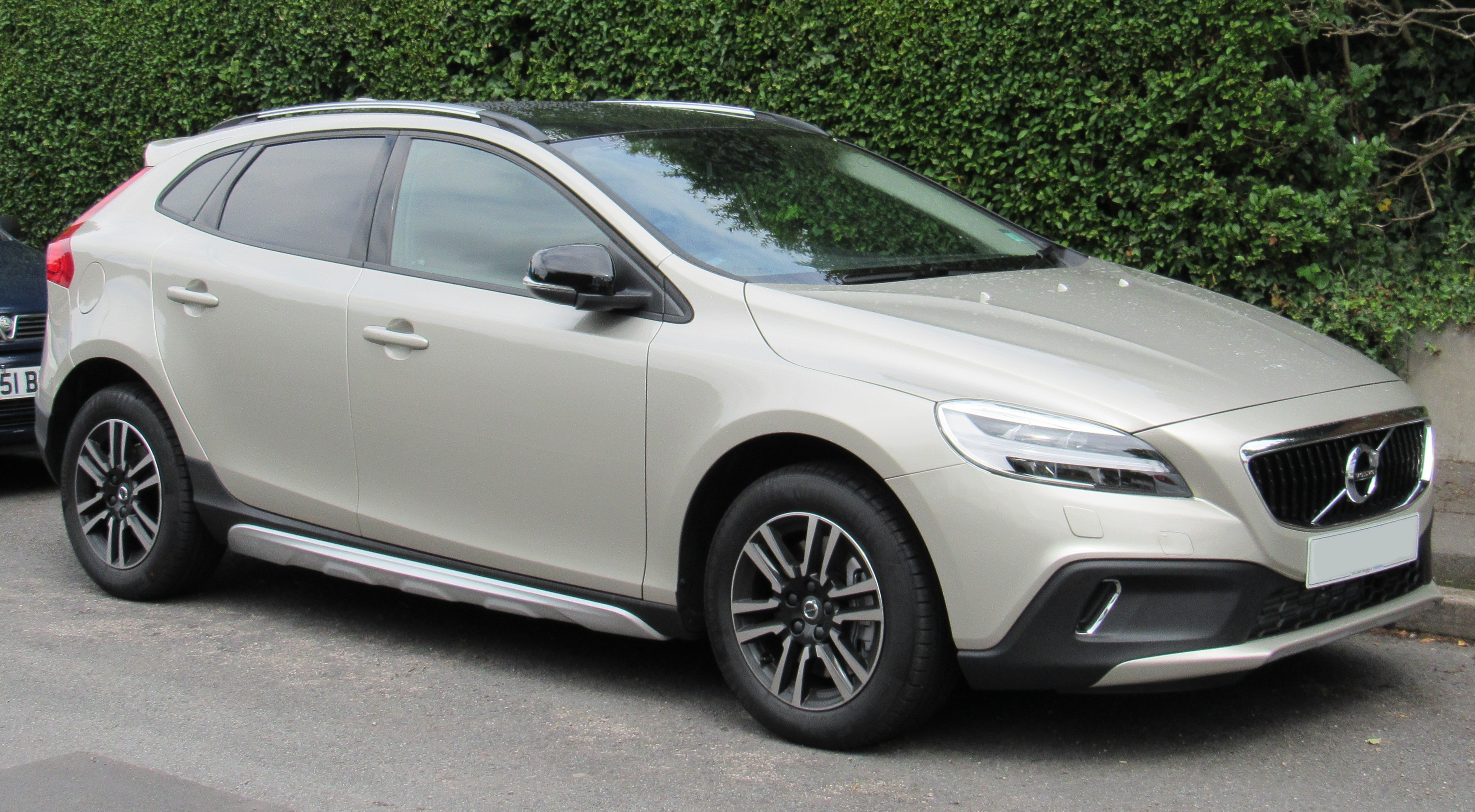
Volvo V40 Cross Country (Reino Unido)
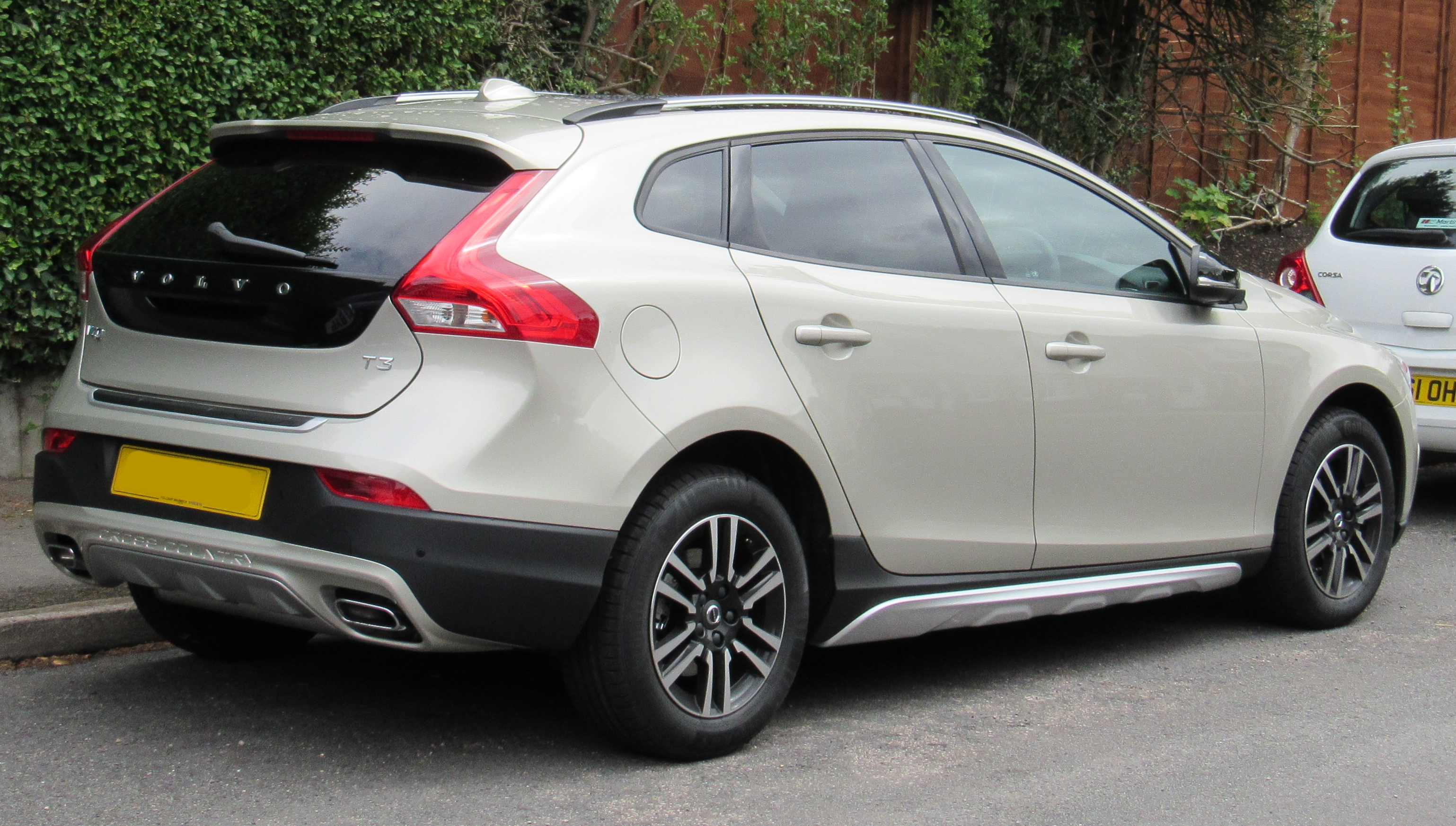
Volvo V40 Cross Country (Reino Unido)

### Lavado de cara de 2016

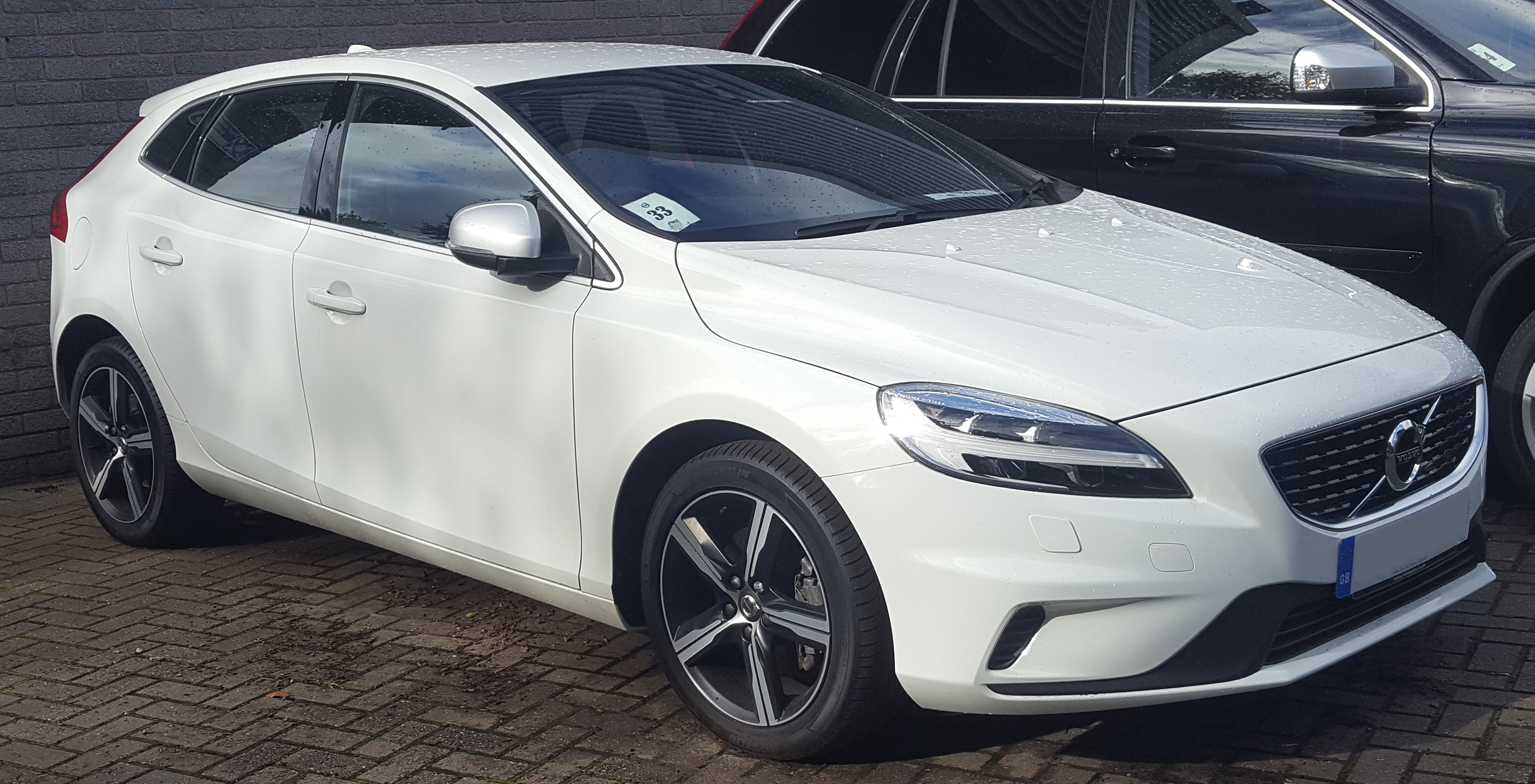
Volvo V40 R-Design (Reino Unido) posterior al lavado de cara.
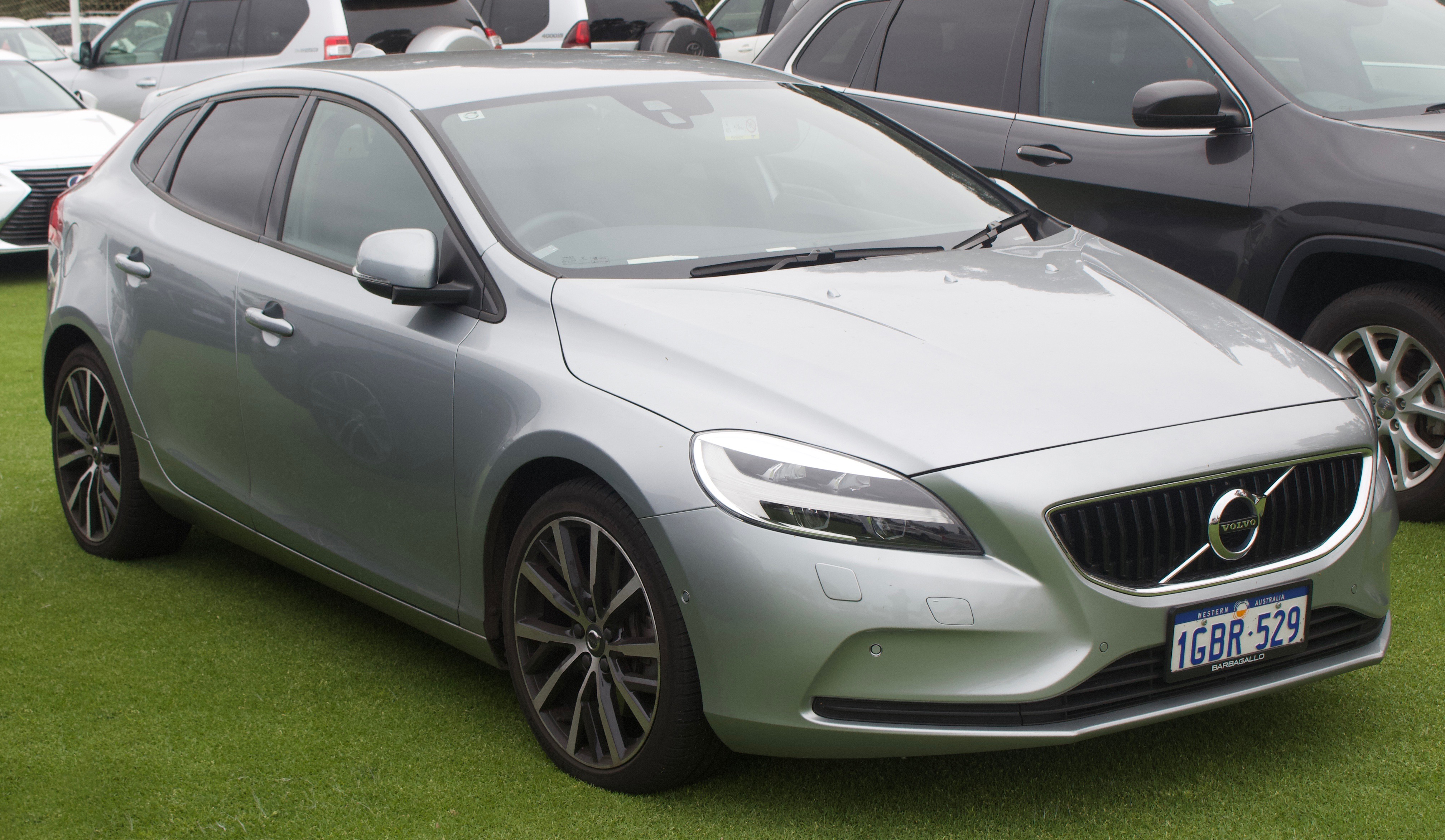
Volvo V40 T3 Momentum posterior al lavado de cara.
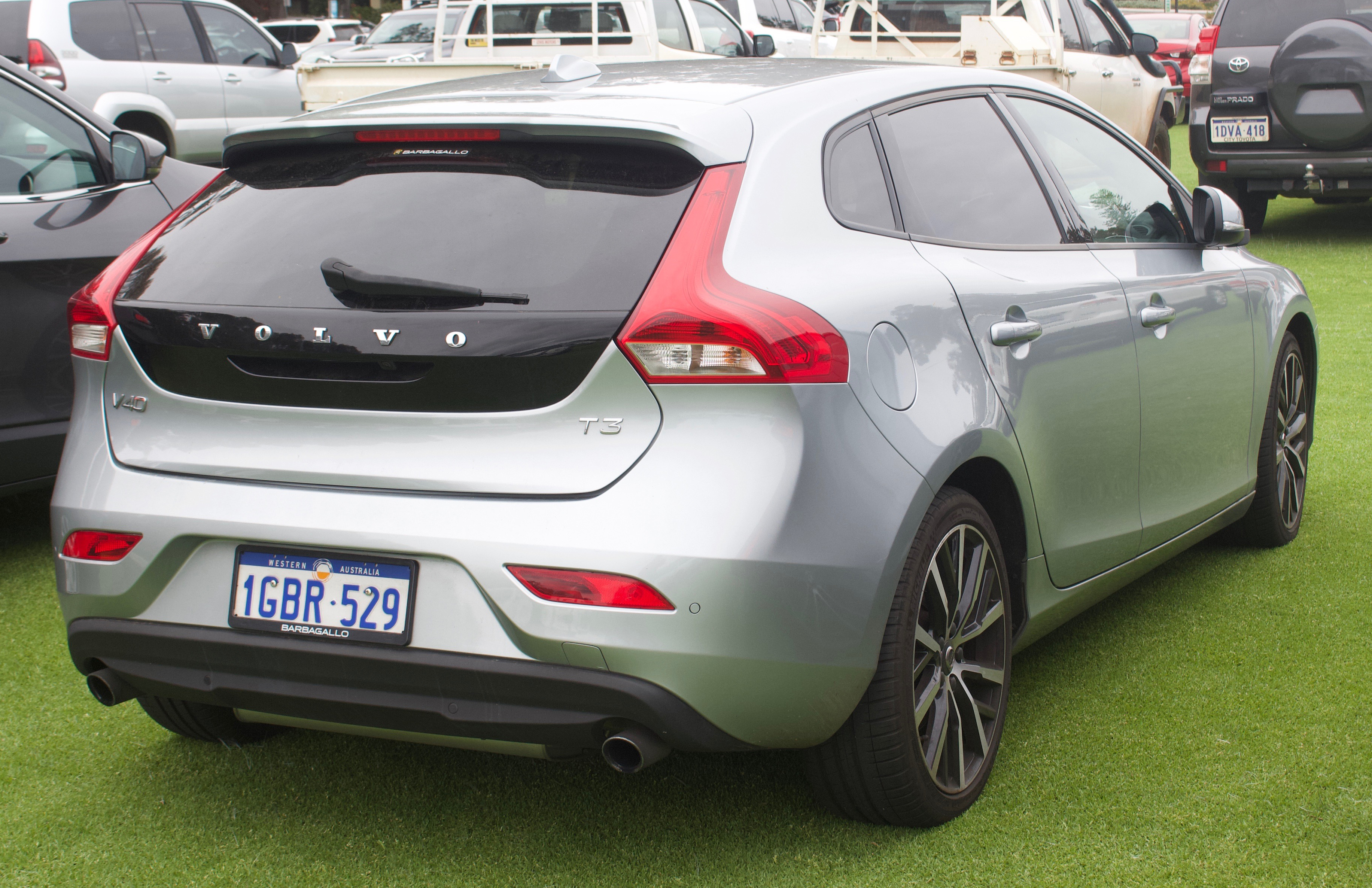
Volvo V40 T3 Momentum posterior al lavado de cara.